# トマムインターチェンジ
トマムインターチェンジは、北海道勇払郡占冠村字上トマムにある道東自動車道のインターチェンジ。
空知郡南富良野町との境界付近にある。

## 歴史
- 2007年（平成19年）10月21日：トマムIC - 十勝清水IC間が開通[1]。
- 2009年（平成21年）
  - 10月19日：料金所の運用開始[2]。
  - 10月24日：占冠IC - トマムIC間が開通[3]。
- 2011年（平成23年）9月7日：占冠IC - トマムIC間に占冠PAがオープン[4]。

## 周辺
IC周辺にはガソリンスタンドが無いため、注意が必要である。

### 上トマム
- 占冠村役場トマム支所
- 占冠村立トマム学校

### 中トマム
- トマム駅（JR北海道・石勝線）
- 星野リゾート トマム
- 占冠ヘリポート
- 水の教会

## 接続する道路
- 直接接続
  - 北海道道1170号トマムインター線

- 間接接続
  - 北海道道136号夕張新得線
  - 北海道道1030号石勝高原幾寅線（幾寅峠）
  - 北海道道1117号落合停車場線
  - 国道38号

## 隣
E38 道東自動車道
(5) 占冠IC - 占冠PA - (6) トマムIC - 新得PA/SIC（仮称・事業中） - (7) 十勝清水IC